# Манастир (Грчка)
Манастир (грч. Μοναστηράκι, Монастираки) је насељено место у општини Меглен у периферији Средишња Македонија, Грчка. Према попису из 2021. године био је 141 становник.
Према бугарском географу и историчару, Василу Канчову, у Манастиру је 1900. године живело 350 Словена муслимана. Мештани Манастира су током 18. века због притиска и веће сигурности за живот прешли на ислам. Године 1924. муслиманско становништво је принудно исељено у Турску а на њихово место су насељене грчке избегличке породице из Турске. На попису из 1928. године Манастир је имао 310 становника.